# Renault Type O
La Renault Type O est un modèle d'automobile de compétition du constructeur automobile Renault de 1903.

## Historique
Marcel Renault se tue en 1903, lors de la course automobile Paris-Madrid, au volant de sa Renault Type O. À la suite des accidents qui marquèrent cette course, l'Automobile Club de France et les autorités fondent alors en 1906, le Grand Prix automobile de France exclusivement sur circuit automobile.